# Riza Lushta
Riza Lushta (serbe : Риза Лушта, Riza Lušta) (né le 22 février 1916 à Kosovska Mitrovica au Kosovo et mort le 6 février 1997 à Turin en Italie) est un footballeur albanais qui évoluait au poste d'attaquant (mesurant 170 cm pour 71 kg).
Il est considéré comme un des plus grands joueurs albanais de son temps, avec Naim Krieziu.

## Biographie
Il commence sa carrière dans son Albanie natale (finissant à deux reprises meilleur buteur du championnat albanais en 1936 et 1937) avant d'immigrer en Italie par la suite. 
Il est surtout connu pour sa carrière avec le club piémontais de la Juventus pendant la guerre entre 1940 et 1944 (il est le premier joueur de l'histoire du club à être originaire des Balkans), club avec qui il inscrit 56 buts en 95 rencontres. À Turin, il joue son premier match bianconero le 6 octobre 1940 lors d'un match nul 2-2 contre la Lazio Rome en Serie A, et inscrit son premier but deux semaines plus tard le 20 octobre 1940 lors d'une victoire 2-0 sur le Genova 1893. Il remporte une coupe d'Italie lors de sa deuxième saison au club.
Il rejoint ensuite les clubs du SSC Naples et d'Alexandrie Calcio avant de partir pour la France et l'AS Cannes. Il retourne ensuite en Italie pour finir sa carrière avec les modestes clubs de l'AC Sienne, l'AC Forlì et enfin l'AC Rapallo.
Dans sa ville natale lui fut dédié le nom du stade utilisé par le KF Trepça.

## Clubs
- 1934-1939 :  SK Tirana
- juillet 1939-juin 1940 :  US Bari
- juillet 1940-juin 1944 :  Juventus
- 1945-1946 :  AC Naples
- 1946-1948 :  Alexandrie US
- 1948-1951 :  AS Cannes
- 1951-1952 :  AC Sienne
- 1952-1953 :  AC Forlì
- 1953-1954 :  AC Rapallo

## Palmarès
| SK Tirana - Championnat d'Albanie (3) : - Champion : 1934, 1936 et 1937. - Meilleur buteur : 1936 (11 buts) et 1937 (25 buts). - Coupe d'Albanie (1) : - Vainqueur : 1939. |  | Juventus - Coupe d'Italie (1) : - Vainqueur : 1941-42. - Meilleur buteur : 1941-42 (8 buts). |